# Internet Brands
Internet Brands, Inc. est une société américaine de médias, basée à El Segundo, en Californie, spécialisée dans les réseaux commerciaux, les communautés virtuelles, et sites d'achats. La société développe également des licences et applications.

## Histoire
La société est fondée en 1998 sous le nom de CarsDirect. Elle se spécialise d'abord dans la vente de voitures en-ligne. En 2002, le magazine Time classe le site dans sa liste des 50 meilleurs sites au monde. La société change de nom pour Internet Brands en 2005. Internet Brands accepte son rachat pour 640 millions $ par la firme Hellman and Friedman LLC en septembre 2010,,. En septembre 2012, Internet Brands s'implique dans une guerre juridique avec la Fondation Wikimédia (les opérateurs de Wikipédia) concernant le futur de la communauté Wikitravel,,.

## Rôle
La société dirige et opère plus de 95 sites web divisés en sept catégories, et attire plus de 62 millions de visiteurs uniques mensuels,,. Stratégiquement, elle cible une audience attirant les publicitaires,,.
Le 1er décembre 2010, Internet Brands rachète AllLaw.com et AttorneyLocate.com, originellement fondés par Arvind A. Raichur. D'autres sites web détenus par la société incluent : Apartment Ratings, CarsDirect, CorvetteForum, Craftster, DoItYourself.com, DVD Talk, EPodunk, FitDay, FlyerTalk, Model Mayhem, Professional Pilots Rumour Network, WAHM, WebMD et Wikitravel.